# ワシントン (原子力潜水艦)
ワシントン（USS Washington, SSN-787）は、アメリカ海軍の攻撃型原子力潜水艦。バージニア級原子力潜水艦の14番艦。艦名はワシントン州に因む。州に因む名を持つ艦としてはノースカロライナ級戦艦2番艦(BB-56)4隻目（他に初代アメリカ大統領ジョージ・ワシントンに因む艦艇は5隻以上ある）。